# 'Ndrina Varacalli
I Varacalli sono una 'ndrina di Ciminà. Operano nella Locride ed anche al nord nel torinese.
A Torino sono attivi nel traffico di stupefacenti.
Esistono affiliati anche a Biella.

## Storia

### Anni '60, '70, '80 - Faida di Ciminà
A partire dal 4 giugno 1966 con l'omicidio di Francesco Ciccio Barillaro, capobastone di Ciminà, scoppia la cosiddetta faida di Ciminà in cui vengono coinvolti anche i Varacalli. La faida ha visto contrapposte da una parte le famiglie dei Barillaro-Romano-Zucco e dall'altra i Polifroni-Franco-Varacalli-Spagnolo. Una faida con circa 50 morti che arrivò fino a Torino con la decimazione della famiglia Zucco. L'8 luglio 1977, tre killer incappucciati e armati di lupara giustiziano, in un bar a Torino, Giuseppe Zucco. Il 14 novembre 1981 è la volta del fratello Rocco. Per l'omicidio di Rocco Zucco, i killer imbottiscono di dinamite il furgone della vittima facendolo saltare per aria. Il 19 ottobre 1982 viene assassinato Antonio Zucco, l'ultimo dei fratelli.

## Esponenti
- Luigi Varacalli
- Rocco Varacalli (Natile di Careri), affiliato con la dote di camorrista di sgarro, pentito e collaboratore di giustizia dal 2004[8].
- Antonio Spagnolo (1960)